# Eric Murray
Eric Gordon Murray (Hastings, 6 de mayo de 1982) es un deportista neozelandés que compitió en remo.
Participó en cuatro Juegos Olímpicos de Verano, obteniendo dos medallas, oro en Londres 2012 y oro en Río de Janeiro 2016, en la prueba de dos sin timonel (junto con Hamish Bond), el quinto lugar en Atenas 2004 y el séptimo en Pekín 2008, en cuatro sin timonel.
Ganó ocho medallas de oro en el Campeonato Mundial de Remo entre los años 2007 y 2015.
Fue elegido «Remero del año» por la FISA en tres ocasiones (2011, 2013 y 2014), y en 2013 fue nombrado miembro de la Orden del Mérito de Nueva Zelanda.

## Palmarés internacional
| Juegos Olímpicos   | Juegos Olímpicos          | Juegos Olímpicos | Juegos Olímpicos   |
| Año                | Lugar                     | Medalla          | Prueba             |
| ------------------ | ------------------------- | ---------------- | ------------------ |
| 2012               | Londres (Reino Unido)     | Medalla de oro   | Dos sin timonel    |
| 2016               | Río de Janeiro (Brasil)   | Medalla de oro   | Dos sin timonel    |
| Campeonato Mundial |                           |                  |                    |
| Año                | Lugar                     | Medalla          | Prueba             |
| 2007               | Múnich (Alemania)         | Medalla de oro   | Cuatro sin timonel |
| 2009               | Poznań (Polonia)          | Medalla de oro   | Dos sin timonel    |
| 2010               | Cambridge (Nueva Zelanda) | Medalla de oro   | Dos sin timonel    |
| 2011               | Bled (Eslovenia)          | Medalla de oro   | Dos sin timonel    |
| 2013               | Chungju (Corea del Sur)   | Medalla de oro   | Dos sin timonel    |
| 2014               | Ámsterdam (Países Bajos)  | Medalla de oro   | Dos sin timonel    |
| 2014               | Ámsterdam (Países Bajos)  | Medalla de oro   | Dos con timonel    |
| 2015               | Aiguebelette (Francia)    | Medalla de oro   | Dos sin timonel    |